# Stéphane Zagdanski
Stéphane Zagdanski, nacido el 28 de abril de 1963 en París, es un escritor francés.

## Biografía
Stéphane Zagdanski nace en una familia judía cuyos abuelos habían emigrado de Polonia a Francia a principios del siglo XX. Zagdanski estudió filosofía en la universidad de La Sorbonne. La lectura de Emmanuel Levinas le introduce al Talmud. A los 23 años consigue un máster de filosofía.
En marzo del 2000, Zagdanski publica la novela Pauvre de Gaulle!. El libro es una divertida sátira de un siglo de historia de Francia a través de la figura emblemática del General de Gaulle. El libro critica las influencias ideológicas de De Gaulle (desde los escritos moralizadores de su abuela Joséphine hasta su última visita a Franco un año antes de su muerte). Zagdanski también relata las reacciones que suscita la escritura del libro entre sus amigos escritores (Philippe Sollers, Marc-Édouard Nabe), su novia y su editor. Pauvre de Gaulle! es pues un híbrido de novela, de diario, de panfleto y de ensayo histórico.
Ha escrito ensayos sobre Céline, Proust y Guy Debord, publicados por la editorial Gallimard.
En 2012, Zagdanski publicó una novela sobre el caso Strauss-Kahn, Chaos brûlant.
En el sitio electrónico Paroles des Jours, dirigido por él, hay estudios sobre Martin Heidegger así como textos y videos de François Fédier, Hadrien France-Lanord y otros filósofos, entre los que está Gérard Guest.